# (9946) 1990 ON2
(9946) 1990 ON2 là một tiểu hành tinh vành đai chính. Nó bay quanh Mặt Trời theo chu kỳ 3.40 năm.
Được phát hiện ngày 29 tháng 7 năm 1990 bởi H. E. Holt, Tên chỉ định của nó là "1990 ON2".